# 박세진 (배우)
박세진(1996년 9월 6일 ~ )은 대한민국의 배우이자 모델이다.

## 출연 작품

### 영화
| 연도 | 제목             | 역할   | 비고 |
| ---- | ---------------- | ------ | ---- |
| 2017 | 개들의 침묵      | 시위녀 |      |
| 2018 | 피규어러브       | 서희주 |      |
| 2019 | 미성년           | 윤아   |      |
| 2021 | 작은 방안의 소녀 | 희주   |      |
| 2023 | 대외비           | 송단아 |      |

### 드라마
- 2016년 JTBC 《마녀보감》 - 요비 역
- 2016년 웹드라마 《천년째 연애중》 - 상담녀 역
- 2016년 웹드라마 《마이 런웨이》
- 2020년 SBS 《하이에나》 - 부현아 역
- 2021년 tvN 《하이클래스》 - 황나윤 역
- 2024년 tvN 《O'PENing - 브래지어 끈이 내려갔다》 - 박유미 역

## 수상 및 후보
| 연도 | 시상식        | 부문       | 작품   | 결과 |
| ---- | ------------- | ---------- | ------ | ---- |
| 2020 | 제56회 대종상 | 신인여우상 | 미성년 | 후보 |